# Majdan (rejon jaworowski)
Majdan – dawna wieś na Ukrainie, w obwodzie lwowskim, w rejonie jaworowskim. Leżała na północny wschód od Wereszycy.
W II Rzeczypospolitej do 1934 samodzielna gmina jednostkowa. Następnie miejscowość należała do zbiorowej wiejskiej gminy Wiszenka w powiecie gródeckim w woj. lwowskim. Majdan utworzył gromadę, w skład której weszły miejscowości Majdan, Buława, Debra, Dzwoniki, Maliszewskie, Pustelnikie, Rybki i Świtliki.
Podczas II wojny światowej w gminie Janów w Landkreis Drohobycz w dystrykcie Galicja (Generalne Gubernatorstwo). Liczył wtedy (wraz z Walddorfem) 381 mieszkańców. Został zlikwidowany w związku z utworzeniem Jaworowskiego Poligonu Wojskowego. Po wojnie wszedł w struktury administracyjne Związku Radzieckiego.